# Голицын, Андрей Михайлович (1729)
Князь Андре́й Миха́йлович Голи́цын (15 (26) августа 1729 — 23 февраля (6 марта) 1770) — генерал-майор, второй владелец усадьбы Сима.

## Биография
Из четвёртой ветви княжеского рода Голицыных—Михайловичей. Младший сын генерал-фельдмаршала Михаила Михайловича Голицына Старшего от второго брака с княжной Татьяной Борисовной Куракиной (1696—1757), двоюродной сестрой царевича Алексея. В раннем детстве лишился отца, который скончался в декабре 1730 года.
Зачислен на службу в лейб-гвардии Преображенский полк. Подпоручик, поручик (с 1753 года).

Чтобы получить достойное образование, 6 (17) июля 1752 года князь Голицын отправился в путешествие за границу. Весной 1754 года он приехал в Женеву, где близко сошёлся с бароном Александром Сергеевичем Строгановым, вместе они слушали лекции в университете и посещали местные достопримечательности.
Князь Андрей Михайлович Голицын сюда из Галандии приехал. И мы в однем пансионе с ним едим и почти всегда вместе. Вчерась ужинали у господина Веселовскаго.
Продолжилось путешествие в Италии, где друзья были представлены королю, а затем Андрей Михайлович направился в Австрию. 22 октября (2 ноября) 1755 года Голицын вернулся в Россию, пробыв за границей 3 года и 3 месяца.

2 сентября 1756 года императрица Елизавета Петровна подписала указ: «Ея Императорскаго Величества высочайшее соизволение последовало. Ежели кто леиб гвардии из обер и ундер офицеров при Цесарской армии валентирами быть пожелает, то оное Ея Императорское Величество всемилостивейше опробовать благоволит». Офицерам предлагалось стать волонтёрами в армии императрицы Марии-Терезии для войны с пруссаками. Сначала желающих было немало, но материальные требования к добровольцам были столь высоки, что в списке, представленном 23 сентября императрице, осталось всего семь фамилий.. 
От  лейб-гвардии Семеновского полка добровольцами записались трое — капитан Михаил Измайлов, поручик Александр Нелединский-Мелецкий и подпоручик Александр Урусов. От Конной гвардии рапорты подали князь Юрий Хованской и Иван Измайлов. В перечне фигурировали и преображенцы: два князя — Андрей Михайлович Голицын и Андрей Михайлович Белосельский.
Тут же последовали указы императрицы: волонтерам «в бытность им вне государства жалованье производить по их рангам двойное», а согласившимся в тот же день без промедления оформить заграничные паспорта. 14 (25) октября 1756 года князь Голицын вместе князем А. М. Белосельским отбыли из Риги в расположение австрийской армии.
Вернувшись в Россию, Голицын дослужился до чина полковника, но был обойдён при очередном назначении. 
А. А. Прозоровский писал в своих воспоминаниях:
Тогда же комиссиею военною рассматривано было старшинство и следовало поступить в генерал-майоры Ивану Михайловичу Измайлову, графу Апраксину, князю Андрею Михайловичу Голицыну и мне, поелику обойдены мы были произведением прежде нас в генерал-майоры господами Летуновым Иваном Ивановичем, Измайловым и графом Виткинштейном. Но комиссия, рассудя, что ежели всех нас произвести, то много б было сверх комплекта. Для чего и сказано господам Летунову Ивану Ивановичу, Измаилову и Виткинштейну, чтоб подали в отставку челобитные. Почему первые два подали и отставлены, а граф Виткинштейн оставлен в армии. Мы же все тогда по причине, что нас не произведено просили уволнения от службы, но одного князя Голицына отставили, а других удержали.
Князь Андрей Михайлович Голицын скончался 23 февраля 1770 года в 5 часу после полуночи и был похоронен в Богоявленском монастыре в церкви Казанской Богоматери.

## Семья
Графиня Румянцева сообщала своему мужу 5 января 1764 года: «… брат Андрей помолвлен на княжне Юсуповой на большой дочери, приданаго берёт на 25 тысяч, да 20 тысяч денег, — партию делает изрядную». Княжна Елизавета Борисовна (27.04.1743—29.08.1770) была старшей дочерью князя Бориса Григорьевича Юсупова и Ирины Михайловны Зиновьевой. Венчание состоялось в Санкт-Петербурге 13 февраля 1764 года. Княгиня Голицына скончалась через несколько месяцев после супруга в августе 1770 года и была похоронена рядом с ним в Богоявленском монастыре.
В браке родились:
- Михаил (1765—30.09.1812[10]) — тайный советник, шталмейстер; женат на писательнице графине Прасковье Андреевне Шуваловой (1767—1828), дочери графа А. П. Шувалова. Умер от водянки.
- Борис (1766—1822) — генерал-лейтенант; с 1790 года женат на царевне Анне Александровне Грузинской (1763—1842), в первом браке Де-Лицыной, дочери гвардии капитана царевича А. Б. Грузинского;
- Алексей (1767—1800) — тайный советник, шталмейстер; с 1791 года женат на Александре Петровне Протасовой (1774—1842), дочери генерал-поручика П. С. Протасова.

Дети, лишившиеся в один год обоих родителей, остались на попечении дядей, унаследовав впоследствии не только состояния деда и отца, но и своих бездетных родственников. Князь Д. М. Голицын большую часть имущества оставил племянникам, но по причине «молодых лет» наследников управление имениями было возложено на князя Александра Михайловича Голицына (1723—1807).